# Supercopa de los Países Bajos 1998
La Supercopa de los Países Bajos 1998 (Johan Cruijff Schaal 1998 en neerlandés) fue la 9.ª edición de la competición de fútbol profesional Supercopa de los Países Bajos. El partido se jugó el 16 de agosto de 1998 en el Amsterdam Arena entre el Ajax de Ámsterdam, campeón de la Eredivisie 1997-98 y de la KNVB Beker 1997-98, contra el PSV Eindhoven, subcampeón de ambas competencias. PSV ganó por 2-0 en el Amsterdam Arena frente a 39.500 espectadores.
| Ajax de Ámsterdam |  | Bandera de los Países Bajos |  | Campeón de la Eredivisie 1997-98 Campeón de la Copa de los Países Bajos 1997-98       |
| PSV Eindhoven     |  | Bandera de los Países Bajos |  | Subcampeón de la Eredivisie 1997-98 Subcampeón de la Copa de los Países Bajos 1997-98 |

## Partido
| 16 de agosto de 1998, 18:00 | Ajax de Ámsterdam | 0:2 (0:1) | PSV Eindhoven             | Amsterdam Arena, Ámsterdam                                     |                                                                |
|                             |                   | Reporte   | 32' Jojlov · 53' Bruggink | Asistencia: 39.500 espectadores Árbitro(s): Mario van der Ende | Asistencia: 39.500 espectadores Árbitro(s): Mario van der Ende |

|                                  |
| Campeón PSV Eindhoven 4.º título |